# República de Tungus
El Gobierno Nacional Central Provisional de Tungus (GNCPT; en ruso: Временное Центральное Тунгусское Национальное Управление, romanizado: Vremennoye Tsentral'noye Tungusskoye Natsional'noye Upravleniye; en yakuto: Быстах Киин Тоҥ уус Национальнай Дьаһалта, romanizado: Ïïstax Kiin Toŋ uus Natsional'nay J̌ahalta), más comúnmente conocida como República de Tungus (en ruso: Тунгусская республика, romanizado: Tungusskaya Respublika; en yakuto: Тоҥ уус Өрөспүүбүлүкэтэ, romanizado: Toŋ uus Öröspüübülükete; y en evenki: Эведы̄ Республика, romanizado: Ewedȳ Respublika) fue un estado secesionista no reconocido de corta duración que abarcó principalmente el distrito de Ojotsk y las regiones orientales de RASS de Yakutia desde julio de 1924 hasta mayo de 1925.

## Trasfondo
En abril de 1922, la región de Okhotsk se separó de la RASS de Yakutia y fue transferida al krai de Primorsky y Kamchatka. Como resultado, mientras en Yakutia se seguía una nueva línea político-militar bajo las condiciones de la Nueva Política Económica, en la costa de Okhotsky la dirección del partido soviético local y los órganos de la OGPU continuaron aplicando una política de terror contra la población de la era del “comunismo de guerra”. Los chekistas arrasaron con fuego de artillería las yurtas de Tungus, donde se escondían mujeres, niños y ancianos; El fuego de ametralladora ahogó los botes de corteza con cazadores y pescadores pacíficos. A las poblaciones nativas se les impusieron "impuestos" exorbitantes por casi todo: por las plumas, las armas, la leña, los perros, la corteza de los árboles, etc. Llegó el momento en donde empezaron a asumir las antiguas deudas contraídas por los guardias blancos en 1919 - 1923. Los representantes del gobierno soviético no conocían las costumbres ni la cultura de Tungus. No había escuelas nacionales, había representantes nativos en la composición de la co-institución, la fiscalía y no había suficientes traductores para los representantes soviéticos.

## Formación
El 10 de mayo de 1924, los rebeldes bajo el liderazgo de Mikhail Artemyev ocuparon la ciudad de Nelkan. Los trabajadores soviéticos capturados A.V. Yakulovsky, F.F. Popov y Koryakin fueron liberados en la naturaleza. El 6 de junio, unos 60 rebeldes de personas bajo el liderazgo del Tungus P. Karamzin y el Yakut M.K. Artemyev tomaron el puerto de Ayan después de una batalla de 18 horas. Durante la batalla, el jefe de la OGPU, Suvorov y tres soldados del Ejército Rojo murieron, y la guarnición rendida fue liberada por los Tungus y enviada a Yakutia.
En Nelkan, Artemyev convocó en junio un congreso de los ajano-nelkan, ojotsk-ayan, maymakan tunguses y yakutios. El congreso eligió al Gobierno Nacional Provisional Central Tungus, que decidió separarse de la Rusia soviética y formar un estado independiente. Artemyev fue elegido jefe de Estado Mayor de los destacamentos armados y el líder de todos los destacamentos fue el tungus P. Karamzin.
El 14 de julio de 1924 tuvo lugar en Ayan el Congreso de Todos los Tungus de la costa de Ojotsk y sus alrededores, declarando la independencia del pueblo Tungus y la inviolabilidad de su territorio, mar, bosques, riquezas y recursos montañosos. Los líderes del movimiento de diferentes nacionalidades: Artemyev, P. Karamzin, S. Kanin, I. Koshelev, G.Y. Fedorov y otros, un total de 10 personas, hicieron un llamamiento a la comunidad mundial. Se trataba del hecho de que, atrasada "en todos los aspectos respecto del progreso mundial de la ciencia y la tecnología", la República de Tungus apeló a los estados extranjeros y a la Sociedad de Naciones, "como poderosos defensores de las pequeñas nacionalidades a escala global" en la cuestión de la salvación. alejarlos del "enemigo común del nacionalismo mundial: el comunismo ruso". Tal declaración del problema por parte de la dirección del movimiento indica un nivel bastante maduro de autoconciencia política y puntos de vista sociopolíticos. El movimiento también adoptó un tricolor como bandera de la República de Tungus. El color blanco de la bandera simboliza la nieve siberiana, el verde simboliza la madera y la taiga y el negro simboliza el suelo. La canción “Sargılardaah sahalarbıt” también fue adoptada como himno nacional.

## Disolución
En mayo de 1925, durante las negociaciones de paz entre M.K. Artemyev e I.Y. Strod, R.F. Kulakovsky, ambas partes lograron encontrar un punto de encuentro. Artemyev estaba convencido de que el líder de la República Socialista Soviética Autónoma de Yakutia no llevó a cabo la política de terror, que en la república se está llevando a cabo un resurgimiento nacional y que se está discutiendo la cuestión de la adhesión de la región de Tungus a la República Socialista Soviética Autónoma de Yakutia. Como resultado de las negociaciones exitosas, el 9 de mayo se concluyó un acuerdo de paz y el destacamento del M.K. Artemyev decidió por unanimidad deponer las armas. El 18 de julio, el destacamento dirigido por P. Karamzin en la zona de Medvejya, situado a 50 km de Ojotsk, se unió a la rendición pacífica. En total, 484 rebeldes del destacamento Artemyev y 35 rebeldes del destacamento Karamzin depusieron las armas. De los 484 rebeldes del destacamento Artemyev, había 315 yakutos, 85 tunguses, 46 rusos, 3 tártaros, 2 polacos, un kamchadal, un coreano y 14 personas de nacionalidad desconocida.